# Mehmet Niyazi
Mehmet Niyazi Cemali (în tătară crimeeană Memet Niyaziy; n. 1878, Vânători, România – d. 20 noiembrie 1931, Medgidia, Constanța, România) a fost un poet, jurnalist, profesor și cercetător literar tătar crimeean și român, născut în Imperiul Otoman, precum și activist pentru drepturile etnicilor tătari. Prezent o parte a vieții lui în Imperiul Rus și în special în Crimeea, el a scris multe dintre creațiile lui literare în tătara crimeeană și turca otomană. Niyazi este considerat ca având un rol major în menținerea vie a legăturii între tătarii din diaspora crimeeană și țara lor de origine și este cunoscut mai ales pentru scrierile sale lirice ce descriu Crimeea (Insula verde și Patria verde).

## Biografie
Născut într-o familie musulmană de tătari refugiați din Crimeea în satul Vânători (Așçılar) din Dobrogea de Nord, a fost al doilea fiu al lui Ismail și Azize, doi țărani analfabeți și supuși otomani. Nașterea lui Niyazi a avut loc în timpul Războiului Ruso-Turc din 1877-1878, care s-a încheiat cu anexarea regiunii de către Regatul României. El s-a familiarizat încă din copilărie cu literatura și folclorul tătar și a fost învățat limba turcă otomană de către tatăl său, înainte de absolvirea studiilor primare la Așçılar. Încă din timpul adolescenței a început, probabil, să scrie texte literare, care s-au remarcat, în general, prin întrebuințarea extinsă a cuvintelor din vocabularul turco-otoman.
În 1889 familia Niyazi a părăsit România și s-a mutat în capitala otomană Istanbul, unde Mehmet s-a înscris la școala normală. În anii următori, el a devenit influențat de scrierile lui Namık Kemal și Abdullah Hamit, dobândind o exprimare fluentă în limbile franceză, arabă și persană. În 1898 și 1899 a încercat să se stabilească în Crimeea (teritoriu ce era stăpânit de Imperiul Rus) și să înceapă acolo o carieră de profesor de școală, dar a fost expulzat de guvernul rus în ambele ocazii.
După moartea tatălui său, în 1904, Niyazi a revenit în România și s-a alăturat comunității tătare din Constanța. S-a căsătorit cu Sefika Abdulakim (cunoscută, de asemenea, sub numele de Sapiye); ea era sora lui Kázím Abdulakim (ofițer în Armata Română și erou al Primului Război Mondial) și a politicianului Selim Abdulakim. Cuplul a avut patru fiice și doi fii (doi dintre copiii lor au murit la vârsta adolescenței).
În 1906 Niyazi a fost numit profesor la școala pentru copiii tătari din Constanța, predând cursuri de istoria Imperiului Otoman, limba turcă otomană, poezia și proza otomană, literatura persană și Kalam. El a îndeplinit funcția de director al instituției între anii 1910 și 1914, iar apoi, după 1916, s-a stabilit cu familia la Medgidia, unde a fost numit director al Seminarului Islamic din acest oraș. În 1909 a început să editeze revista Dobruca, care a fost tipărită la Istanbul de editura Kader. A mai inițiat în această perioadă o serie de publicații de scurtă durată printre care Tesvik, Mektep ve Aile și, împreună cu Cevdet Kemal, Isik.
La începutul anului 1918, când Qurultay-ul a proclamat Republica Populară Crimeea în urma Revoluției din Octombrie și la încheierea Primului Război Mondial, Niyazi a plecat la Simferopol (Aqmescit), unde s-a alăturat activiștilor tătari în campania lor, a editat ziarul Hak Ses și a fost angajat pentru un timp în cadrul Ministerului Educației din Crimeea. Atunci când trupele Armatei Roșii a bolșevicilor au intrat în Crimeea (vezi Republica Autonomă Sovietică Socialistă Crimeea), el s-a refugiat în România. Din acel moment, Mehmet Niyazi s-a axat pe activitatea literară, intrând în cea mai prolifică etapă a carierei sale. A publicat lucrări în versiunea tătară crimeeană a alfabetului arab. În calitate de lider al comunității a fost o influență asupra noului val de refugiați din Crimeea, care a căutat inspirație în politicile prometeiste ale celei de-a Doua Republici Poloneze.
A murit de tuberculoză, fiind afectat în ultimii ani de moartea soției lui, Sefika. La ceremonia sa de înmormântare, care a avut loc la Medgidia, au luat parte o mulțime mare de admiratori ai săi. Mormântul lui (mezar) este considerat primul mormânt modern care poartă tamgha de pe steagul Hanatului Crimeii (vezi Steagul Crimeii). Acel loc a devenit un punct de întâlnire al comunității tătare din România.